# Anders Backer-Grøndahl
Anders Backer-Grøndahl (4 juni 1879- 1947) was een Noors zakenman.
Hij werd geboren binnen het gezin van componiste/pianiste Agathe Backer en componist/dirigent Olaus Andreas Grøndahl. Zijn broers waren Nils Backer-Grøndahl (1877-1975) en Fridtjof Backer-Grøndahl (1885-1959). Hij huwde Elina Lothe (1886-1964) en zij samen brachten Agathe Backer-Grøndahl (1909-2002) (vernoemd naar oma) en Harriet Backer-Grøndahl (vernoemd naar oudtante Harriet Backer) ter wereld.
Anders Backer-Grøndahl was koopman en begon in 1902 een firma van in/uitvoer van kleding. In 1904 begon hij piano’s te verhandelen met Grøndahls Flygel- & Pianolager A/S te Oslo. In 1912 was zijn bedrijf de grootste agent van Steinway & Sons in Noorwegen. Op een gegeven moment heeft het bedrijf ook rechtopstaande piano’s gefabriceerd. In 1917 stapte Anders over naar de concurrent Brødrene Hals. Hij behartigde daar kennelijk de uitgeverijtak, want in 1930 was hij te vinden in het bestuur van Norsk Musikforlag, waarin de muziekuitgeverij was opgegaan.